# Филипини на Светском првенству у атлетици у дворани 2022.
Филипини су учествовали на 18. Светском првенству у атлетици у дворани 2022. одржаном у Београду од 18. до 20. марта девети пут. Репрезентацију Филипина представљала је 1 такмичарка која се такмичила у трци на 60 метара.,
На овом првенству такмичарка са Филипина није освојила ниједну медаљу али је остварила најбољи резултат сезоне.

## Учесници
Жене:
- Кристина Мари Кнот — 60 м

## Резултати

### Жене
| Атлетичарка        | Дисциплина | Лични рекорд | Квалификација  | Квалификација | Полуфинале            | Полуфинале            | Финале                | Финале       | Детаљи |
| Атлетичарка        | Дисциплина | Лични рекорд | Резултат       | Место         | Резултат              | Место                 | Резултат              | Место        | Детаљи |
| ------------------ | ---------- | ------------ | -------------- | ------------- | --------------------- | --------------------- | --------------------- | ------------ | ------ |
| Кристина Мари Кнот | 60 м       | 7,26         | 7,39(.390) ЛРС | 8. у гр. 2    | Није се квалификовала | Није се квалификовала | Није се квалификовала | 38 / 46 (47) |        |